# Bajza
Bajza város Albánia északnyugati részén, Shkodra városától légvonalban 24, közúton 27 kilométerre észak–északnyugati irányban, a Shkodrai-síkság északi részén. Shkodra megyén belül a Malësia e Madhe községhez tartozó Kastrat alközség székhelye. A 2011-es népszámlálás alapján az alközség népessége 6883 fő, ebből Bajza becsült lakossága 2346 fő. Látnivalókban szűkölködő fiatal város.

## Fekvése
Bajza a Shkodrai-síkság északi, a Shkodrai-tó és az Albán-Alpok hegylába közötti keskeny sávjában, a Kastrati-sík (Fusha e Kastratit) kistáján, annak is északi részén fekszik, 68 méteres tengerszint feletti magasságban. Északnyugatról a Mosket-dombság (Kodrat e Mosketit) vonulata választja el a Shkodrai-tó Hoti-öblétől, ennek legmagasabb pontja a 251 méteres Sukat e Moksetit. Keletről az Albán-Alpok hegylába, a Stol-hegy (Maja e Stolit, 627 m) határolja, délen pedig a Száraz-patak (Përroi i Thatë) völgyéig húzódó Kastrati-sík szétterülő síksága választja el a Kopliki-síktól. Bajza jelentős vízfolyással nem rendelkezik.
A települést keletről kerüli el a Tiranát a Han i Hotit-i határátkelővel összekötő SH1-es főút, emellett állomással is rendelkezik a települést átszelő Shkodra–Han i Hotit-vasútvonalon. Az albán–montenegrói határon található Han i Hotit-i közúti határátkelő mindössze 16 kilométerre fekszik a várostól.

## Története
A mai Bajzát környező síkvidék a hotik és a kastratik hagyományos törzsi területeinek határán feküdt. A környéket a közeli hegyekben élő kastrati törzs tagjai népesítették be, előbb téli szállásként, majd kialakultak állandó településeik is. A 19. század második felében a kastrati törzshöz tartozó Bajza bajrak főbb települései Pula, Ivanaj és Pjetroshan voltak. Ebben az időszakban a Bajza név még nem települést jelölt, hanem magát a bajrakot mint közigazgatási egységet értették alatta, illetve az annak otthont adó földrajzi kistáj, a mai Kastrati-sík neve is Bajza-sík volt. A termékeny alföld lakói főként növénytermesztéssel foglalkoztak, de a közeli Shkodrai-tavat is halászták.
Az 1991-es rendszerváltást követően a határok megnyitása, a Han i Hotit-i határátkelőhely közelsége ösztönzőleg hatott a bevándorlásra, Ivanaj falu közelében kialakult Bajza fiatal, látnivalókban szűkölködő városa.